# Двенадцать ноль одна пополуночи
«Двена́дцать ноль одна́ пополу́ночи» (англ. 12:01) — научно-фантастический телевизионный фильм 1993 года, снятый Джеком Шолдером. Первоначально он транслировался в сети Fox Network в Соединенных Штатах.
Это адаптация рассказа Ричарда Лупоффа «12:01 PM», опубликованного в декабре 1973 года в журнале «Фэнтези и научная фантастика». Ранее эта история стала основой короткометражного фильма 1990 года «12:01 PM»  (англ.) с Кёртвудом Смитом в главной роли.

## Сюжет
Сюжет фильма разворачивается вокруг «петли времени», в которую попадает весь мир, но только персонаж Сильвермана знает об этом, поскольку только он помнит события предыдущих циклов. В новой версии мир попадает во временную петлю продолжительностью 24 часа с началом цикла в одну минуту после полуночи (в короткометражном фильме петля продолжительностью 1 час начиналась в одну минуту после полудня). Романтично настроенный герой Сильвермена и его лучший друг, которого сыграл Пивен, образуют достаточно интересный актёрский дуэт.
По сравнению с короткометражной версией, этот фильм является более комедийным, и главный герой в конце концов находит выход из временной петли, таким образом обеспечив фильму счастливый конец.

## В ролях
- Джонатан Сильверман — Барри Томас
- Хелен Слейтер — Лиза Фредерикс
- Мартин Ландау — Доктор Моксли
- Николас Суровый — Роберт Денк
- Роберт Бартлет — Ан Джексон
- Джереми Пивен — Говард Рихтер
- Дэнни Трехо — арестованный, сидевший в камере с Барри

## Судебный процесс
Фильм «День сурка», который имеет похожую предпосылку петли времени, был также выпущен в 1993 году. Авторы и продюсеры «12:01» полагали, что их работа была украдена авторами «Дня сурка».
По словам Ричарда Лупоффа: «Блестящий молодой режиссер по имени Джонатан Хип сделал великолепную 30-минутную версию моего рассказа „12:01 пополуночи“. Это был номинант на премию Оскар в 1990 году, а позже был адаптирован (очень вольно) в двухчасовой фильм компанией Фокс под названием „12:01“. Эта история была также адаптирована — фактически украдена — для кинофильма 1993 года. Джонатан Хип и я были возмущены и очень старались преследовать негодяев, которые ограбили нас, но, увы, голливудский истеблишмент не отреагировал на это. Мы не Арт Бухвальд. После полугода юридических совещаний и эмоционального стресса мы согласились оставить этот вопрос позади и продолжить свою жизнь».

## Издания
28 ноября 2006 года в США фильм был издан на DVD.

## Награды и номинации
| Год  | Результат | Награда или фестиваль                             | Категория                             | Примечание |
| ---- | --------- | ------------------------------------------------- | ------------------------------------- | ---------- |
| 1994 | Победа    | Кинофестиваль в Жерармере                         | Лучший фильм на видео                 |            |
| 1994 | Победа    | Брюссельский кинофестиваль фантастических фильмов | Лучшая режиссёрская работа            |            |
| 1994 | Номинация | Edgar Allan Poe Awards                            | Best Television Feature or Miniseries |            |